# Lista șefilor de stat ai României după data nașterii
Această pagină este o listă a șefilor de stat ai României ordonată după data nașterii acestora.
| Ordinea nașterii | Șef de stat                                | Data nașterii      | Secolul   | Ordinea în funcție | Locul nașterii   |
| ---------------- | ------------------------------------------ | ------------------ | --------- | ------------------ | ---------------- |
| 1                | Nicolae Golescu (Locotenența Domnească)    | 1810               | al 19-lea | 2                  | Câmpulung Muscel |
| 2                | Alexandru Ioan Cuza                        | 20 martie 1820     | al 19-lea | 1                  | Bârlad           |
| 3                | Lascăr Catargiu (Locotenența Domnească)    | 1 noiembrie 1823   | al 19-lea | 2                  | Iași             |
| 4                | Nicolae Haralambie (Locotenența Domnească) | 27 august 1835     | al 19-lea | 2                  | București        |
| 5                | Carol I                                    | 20 aprilie 1839    | al 19-lea | 3                  | Sigmaringen      |
| 6                | Ferdinand I                                | 24 august 1865     | al 19-lea | 4                  | Sigmaringen      |
| 7                | Constantin Ion Parhon                      | 15 octombrie 1874  | al 19-lea | 8                  | Câmpulung Muscel |
| 8                | Petru Groza                                | 7 decembrie 1884   | al 19-lea | 9                  | Băcia, Hunedoara |
| 9                | Carol al II-lea                            | 15 octombrie 1893  | al 19-lea | 6                  | Sinaia           |
| 10               | Gheorghe Gheorghiu-Dej                     | 8 noiembrie 1901   | al 20-lea | 11                 | Bârlad           |
| 11               | Ion Gheorghe Maurer                        | 23 septembrie 1902 | al 20-lea | 10                 | București        |
| 12               | Chivu Stoica                               | 8 august 1908      | al 20-lea | 12                 | Smeeni, Buzău    |
| 13               | Nicolae Ceaușescu                          | 26 ianuarie 1918   | al 20-lea | 13                 | Scornicești      |
| 14               | Mihai I                                    | 25 octombrie 1921  | al 20-lea | 5 și 7             | Sinaia           |
| 15               | Ion Iliescu                                | 3 martie 1930      | al 20-lea | 14 și 16           | Oltenița         |
| 16               | Emil Constantinescu                        | 19 noiembrie 1939  | al 20-lea | 15                 | Tighina          |
| 17               | Traian Băsescu                             | 4 noiembrie 1951   | al 20-lea | 17                 | Murfatlar        |
| 18               | Klaus Iohannis                             | 13 iunie 1959      | al 20-lea | 18                 | Sibiu            |
| 19               | Nicușor Dan                                | 20 decembrie 1969  | al 20-lea | 19                 | Făgăraș          |

### Alte liste din aceeași categorie
- Lista șefilor de stat ai României
- Lista șefilor de stat ai României în viață
- Lista șefilor de stat ai României după data decesului
- Lista șefilor de stat ai României după durata mandatului
- Lista șefilor de stat ai României după longevitate
- Lista șefilor de stat ai României după vârsta la preluarea funcției
- Lista șefilor de stat ai României după timpul trăit după exercitarea funcției